# Ihar Kuzniacou
Ihar Kuzniacou (biał. Ігар Кузняцоў, ros. Игор Кузнецов; ur. 3 lipca 1956 w Mołodecznie) – białoruski historyk, od 1998 docent katedry służby dyplomatycznej i konsularnej wydziału stosunków międzynarodowych Białoruskiego Uniwersytetu Państwowego. 
W 1992 roku ukończył aspiranturę przy Tomskim Uniwersytecie Państwowym i obronił dysertację na stopień kandydata nauk historycznych na temat: Массовые репрессии в 1930-е годы и реабилитация жертв террора (Masowe represje w latach 30. w Zachodniej Syberii i rehabilitacja ofiar terroru). Od 1993 roku docent. 
Od 2006 roku jest koordynatorem białoruskiego oddziału Memoriału. Jest członkiem Białoruskiego Stowarzyszenia Dziennikarzy. 
Wystąpił w filmie dokumentalnym Катынь. Праз 70 гадоў (Katyń. Po 70 latach), był również jego konsultantem historycznym. 

## Wybrane publikacje
- История, которую мы не знали, 2007,
- Репрессивная политика советской власти в Беларуси, Международное историко-просветительское правозащитное и благотворительное общество „Мемориал”, 2007 (współautor),
- Засекреченные трагедии советской истории, 2006,
- Тайны истории, 2004,
- Страницы минувшего. Трагедия ХХ века, 2003,
- „К ликвидации приступить…” (из истории политических репрессий поляков в 1930-1940-е годы), 2003,
- Індэкс ураджэнцаў Беларусі, рэпрэсаваных у 1920-1950-я гг. ў Заходняй-Сібіры, Архіў Найноўшай Гісторыі пры Грамадзкім Аб’яднаньні Дыярыуш 2002,
- Без грифа „секретно”, 1997.